# WorldWideScience
WorldWideScience è un metamotore di ricerca specializzato nel lancio di query complesse che vengono distribuite su molteplici risorse di informazioni, quali: basi di dati accademiche, motori di ricerca commerciali e il cosiddetto deep web.
Al 2019, coopera con le organizzazioni governative e accademiche di oltre 70 Paesi.

## Storia
L'idea di accesso globale alle fonti nazionali di informazione scientifica fu descritto per la prima volta dal Dr. Walter Warnick al meeting annuale dell'International Council for Scientific and Technical Information (ICSTI) a Washington, DC, nel 2006.
A gennaio del 2007, la British Library e il Dipartimento dell'Energia degli Stati Uniti firmarono una Dichiarazione di intenti per collaborare allo sviluppo di un gateway scientifico globale. Successivamente fu scelto il nome ufficiale di WorldWideScience.org e la fase di sviluppo software fu affidata all'Ufficio di informazione scientifica e tecnica del Dipartimento dell'Energia degli Stati Uniti. Il sistema fu presentato al convegno annuale dei membri ICSTI, svoltosi a giugno del 2007 a Nancy, in Francia.
Il servizio Web fu lanciato a giugno del 2007 con lo scopo di fornire informazioni autorevoli e di qualità provenienti da fonti accademiche. Durante la riunione dell'  International Council for Scientific and Technical Information (ICSTI), svoltasi a giugno del 2008 a Seul, in Corea, i delegati decisero di fondare la World Wide Science Alliance, un'organizzazione nata al fine di costruire un portale di accesso al sapere scientifico che fosse aperto ai produttori, distributori e fruitori di tutto il mondo.
Dal 2010 utilizza Bing Translator per fornire un servizio di tradizione automatica che supporta arabo, cinese, inglese, francese, tedesco, giapponese, coreano, portoghese, russo e spagnolo.
L'anno successivo esordì la funzione di ricerca di contenuti multimediali indicizzati da Science Cinema, mentre la versione mobile del sito fu contemporaneamente resa disponibile agli utenti.